# Лі Чхан Мьон
Лі Чхан Мьон (кор. 리찬명, народився 2 січня 1947; КНДР) — колишній північнокорейський футболіст, воротар клубу «Кікванчха» та національної збірної Корейської Народно-Демократичної Республіки. У складі збірної зіграв у матчах кваліфікації до чемпіонату світу 1966 та захищав ворота у всіх чотирьох матчах збірної на турнірі. Був наймолодшим гравцем збірної на чемпіонаті — тоді йому було 19 років.
Також зіграв у 3 матчах кваліфікації до Чемпіонату світу 1974 року.